# 自主學習
自主學習又稱自修（Autodidacticism），是一種教育與学习的方法，是指自己對自己設立並實行個人教育計畫。相較於其他教育學派，自主學習者認為自主學習就是自己為自己作選擇，並為這些選擇負責。沒有人能替別人作決定，每個人都應擁有為自己做主的權利。這和把他人或環境指使造成之影響之責任歸因於環境或別人的態度相反。

## 教育哲學
從自主學習者的角度來看，他人所給予的只有資源和限制，但如何在這些條件下抉擇，以何種價值觀來抉擇，則是學習者自己的事，旁人最多只能提供建議，不能替他抉擇，也不能替他判斷什麼對他好，什麼對他不好。除非情況特殊，教師無權強迫學生以教師要求的方式、學習教師指定的東西。支持課堂的是一個師生雙向的學習契約，而非單向的教師權威。
自主學習者認為，人的自主能力是很重要的。自主能力主要是自覺、視野和行動的勇氣，這些都必須在一次一次為自己抉擇，從成功或誤判中累積經驗而來，不能夠靠灌輸知識來學會。自主能力不是一種知識，而是面對自己生命的藝術。就像畫家要成為畫家非得自己動手作畫，人要成為自主學習也是得知行合一。
當孩子還小的時候，溝通仍然可以發生，他仍然可以在一定的範圍內作抉擇、為自己負責，而這個範圍將會隨著知識與智慧的增長而變寬，稱之為視野。人在他認識的到的範圍，那怕只是模模糊糊的，就有自主的可能。習慣自主的人不會高估自己的視野，因此在面對範圍邊緣或外頭的事物時必會求助，因為他清楚自己的能力和視野的局限。
因此，自主學習者的教育觀是：陪著孩子成長（漸趨平等的夥伴關係）。這和權威教育的背著孩子成長（因為要時時替他抉擇）、放任教育的隨著孩子成長（完全不提供建議，讓小孩在真空中成長）本質上是不同的。
此外，成為自主學習者只需開始認清外在的資源和限制，對自己的生命負責。孔子說過「不怨天、不尤人」，因為自己已經為自己的生命負責，故天命、命運和他人，當然不需成為歸罪的對象。
保持自主學習理念的學校在國際間也都屬民主學校一類，因為唯有民主學校的生活公約制才不與自主學習的價值相悖。

## 積極自由與消極自由
- 消極自由：在教育上指「免於...的自由」，像「免於固定課表」、「免於軍事管理」、「免於升學主義一元價值」等等。消極自由是一般自由學校強調的自由。

- 積極自由：在教育上指「能夠...的自由」，像「做自己」的自由、參與校務的自由、做學習計劃的自由、自我實現的自由等等。與消極自由不同的是，積極自由需要能力。

自主學習，重視消極自由，更強調積極自由。認為消極自由是培養邁向自由的重要條件，但並非教育的終點，而是起點。
積極自由所需要的能力，稱為自主能力。自主學習的教育目標之一是提升師生的自主能力。

## 自主能力的內涵
- 瞭解自己：透過漸趨清明的自我概念、自我價值、自我認知，朝自覺、自足、自在的境態邁進。
- 瞭解環境：透過知識與經驗，瞭解環境的資源、限制及易道。
- 尋求自己與環境最佳的互動可能：在瞭解自己也瞭解環境的基礎上，能找出當下合適的對應。
- 著手實現：靠勇氣、恆心、毅力，使自己能實踐出心中所想，知行合一。
- 保有循環向上的檢視機制：透過計劃->實行->檢視->增進的循環，讓自己從每次的經驗中有所反省和收穫。

## 學習契約
在自主學習的教育哲學中，認為課堂關係是師生雙方共同建立的契約。雙方都不是被迫簽定，但是簽定學習契約之後，為了讓課堂良好運作，雙方都必須遵守。

## 生活公約
生活公約是由教師與學生在平等的會議中共同制定的規範，取代威權體制教育中由權威單方面制定的校規。生活公約的執行有賴師生共同努力，不過在多所民主學校實驗成功後，已被正視為一種取代校規的可行方案。

## 生活法庭
生活法庭，又稱校園法庭，是一種校園中的生活管理和教育方式，以師生共同組成的法官團來處理糾紛和違規事件的方式。
有別於一般的法庭，生活法庭是一個教育性質的法庭，具有澄清、教導和審判職責。

## 危險與解決
自主學習有幾點危險：
- 面對新事物的退縮：批評者認為，完全以學習者為中心的方式，可能導致他失去許多嘗試新事物的機會，並因視野不足而判斷錯誤。
- 缺乏檢視標準時的自欺：批評者認為，當缺乏檢視標準時，一個自主學習者容易自滿而阻礙進步。基本上這也是視野不足的問題。
- 自我訓練的困難：批評者認為，當面對有些痛苦、需要意志力的訓練時，靠學習者自己的力量去支撐，容易放棄。不如加入外在的壓力（同儕、教師、父母）。

針對退縮和自欺，父母和老師可以引導其接觸新的事物、並引介客觀的檢視標準。只是不是強迫小孩接受，而是透過討論，從中擴闊他的視野，使他也看清這些東西的意義，即符合自主學習的精神。
針對自我訓練的困難，在自主學習的精神中，容許學習者自主地接受強迫，學習契約即是一例。因此，在學習者自願的前提下，引入外在的壓力，督促他克服訓練的痛苦，符合自主學習的精神。
自主學習亦會出現難以標準化學習成果的問題，故此以標準化考試作為自主學習階段性的終點也是常見的。例如有自主學習者希望自主學習地把英語由B1提高至B2,那麼在自主學習的階段後該學習者應能在IELTS 取得6分。

## 外部連結
- 自主學習促進會 （页面存档备份，存于）
- 自學地圖 （页面存档备份，存于）
- 自學2.0互助地圖
- 自主學習線上課程資源 （页面存档备份，存于）